# John Hamilton, IV conte di Haddington
John Hamilton, IV conte di Haddington (1626 – Tyninghame House, 31 agosto 1669), è stato un nobile scozzese.

## Biografia
Era il secondo figlio di Thomas Hamilton, II conte di Haddington, e di sua moglie, Lady Mary Stuart, figlia di Esmé Stewart, I duca di Lennox.
Nel 1645 successe al fratello. A causa della zoppia, Haddington non poté intraprendere la carriera militare, ma divenne un membro del Parlamento. Haddington prese parte all'incoronazione di Carlo II a Scone Abbey nel 1651, e fu poi multato, per la somma di £ 555 11s 8d, sotto l'Atto di grazia di Cromwell.

## Matrimonio
Sposò, il 13 aprile 1648, lady Christiana Lindsay, figlia di John Lindsay, XVII conte di Crawford. Ebbero dodici figli:
- Charles Hamilton, V conte di Haddington (1650-1685);
- Thomas Hamilton (morto in tenera età);
- John Hamilton (morto in tenera età);
- William Hamilton (morto in tenera età);
- Lady Margaret Hamilton (?-1711), sposò John Hope, ebbero due figli;
- Lady Catherine Hamilton (morta in tenera età);
- Lady Anna Hamilton (morta in tenera età);
- Lady Helen Hamilton, sposò William Anstruther, ebbero un figlio;
- Lady Susanna Hamilton (?-26 luglio 1657), sposò Adam Cockburn, Lord Ormiston, ebbero quattro figli;
- Lady Christiana Hamilton (morta in tenera età);
- Lady Elizabeth Hamilton (morta in tenera età);
- Lady Mary Hamilton (morta in tenera età).

## Morte
Morì il 31 agosto 1669, a Tyninghame House.